# Einar Johnson (ämbetsman)
Josef Einar Johnson, född den 21 september 1884 i Falköping, död den 14 december 1941 i Mariestad, var en svensk ämbetsman.
Johnson blev andre länsnotarie i Skaraborgs län 1913, tjänsteförrättande förste länsnotarie samma år och länsassessor 1918. Han var landssekreterare i samma län från 1933 till sin död. Johnson blev riddare av Vasaorden 1928 och av Nordstjärneorden 1938. Han vilar på Södra begravningsplatsen i Mariestad.